# Алешандрі Баптішта
Алешандрі Баптішта (порт. Alexandre Baptista, 17 лютого 1942, Баррейру — 3 березня 2024) — португальський футболіст, що грав на позиції захисника за лісабонський «Спортінг», а також національну збірну Португалії, у складі якої — бронзовий призер чемпіонату світу 1966 року.

## Клубна кар'єра
У дорослому футболі дебютував 1960 року виступами за команду клубу «Спортінг», кольори якої і захищав протягом усієї своєї кар'єри гравця, що тривала тринадцять років.  За цей час тричі виборював титул чемпіона Португалії, ставав володарем Кубка Португалії (двічі), володарем Кубка Кубків УЄФА.

## Виступи за збірну
1964 року дебютував в офіційних матчах у складі національної збірної Португалії. Протягом кар'єри у національній команді, яка тривала 6 років, провів у формі головної команди країни 11 матчів.
Був основним оборонцем збірної на чемпіонаті світу 1966 року в Англії, на якому команда здобула бронзові нагороди.

## Титули і досягнення
- Чемпіон Португалії (3):

«Спортінг»: 1961-1962, 1965-1966, 1969-1970
- Володар Кубка Португалії (2):

«Спортінг»: 1962-1963, 1970-1971
- Володар Кубка Кубків УЄФА (1):

«Спортінг»: 1963-1964
- Бронзовий призер чемпіонату світу: 1966